# 楊國榮 (1967年)
楊國榮（1967年1月30日—2010年7月29日），男，香港哲學和通識教育學者，香港中文大學文學士、哲學碩士，加拿大英屬哥倫比亞大學哲學博士。曾任教於香港中文大學哲學系及香港理工大學通識教育中心。

## 生平
楊國榮1967年1月30日生於香港。1986年入讀香港中文大學崇基學院，主修哲學，副修中國語言及文學，在學時積極參與校內活動，曾任中大文社社長。1990年以一級榮譽畢業，同年入讀香港中文大學研究院，師從陳特，研究倫理學，1992年獲哲學碩士學位。之後赴笈加拿大卑斯省的英屬哥倫比亞大學，1998年獲哲學博士學位，論文題目為 "Kohlberg and Ethical Universalism"。
從加拿大學成返回香港後，楊氏於香港中文大學任人文學科研究所副研究員和哲學系兼任講師，1999年轉任香港理工大學通識教育中心講師，任教課程包括「生與死」、「中國智慧之道」、「社會倫理」和「世界問題與人類責任」等。楊氏於2002年發起成立哲學論壇「愚公沙龍」。
2008年7月29日確診患上末期腎癌，曾求醫於西醫及中醫，並修習氣功。
2010年7月29日於香港浸信會醫院辭世，享年43歲。

## 家庭
楊國榮父親名叫楊玉槐、母親名叫余麗華。
妻子何杏楓是香港中文大學的同學，初時倆人同屬崇基學院的哲學系，後來何杏楓轉至中國語言及文學系，倆人同於1990年本科畢業。1992年碩士畢業後，倆人結婚並一同赴笈加拿大英屬哥倫比亞大學進修。何杏楓於1996取得博士學位，楊國榮於1998年取得博士學位。何杏楓博士現為香港中文大學中國語言及文學系副教授。倆人育有一女楊靜得，出生於2006年。
2002年，父親楊玉槐、碩士導師陳特及妻子的碩士導師黃繼持相繼逝世。2003年，妻子懷孕五週後小產。楊氏兩年內面對四次死亡打擊。
楊氏夫婦於2008年7月29日得知楊氏患上末期腎癌，何杏楓回憶說：「知道消息後，我們到了一家精緻的餐館，他說要吃一頓好的，好平順這翻天覆地的日子。…… 在歸家的路上我說，好像發了一場惡夢。他微微笑了說，我的感覺剛好相反，我倒覺得，我們才剛從夢中醒來。是的，無常是人生的真相。他在八月八日寫了知道消息後的第一篇日記，題目是『新生』。」
何杏楓：「我們總是稱他『楊過』，也說不清是因為『國榮』的『國』跟『過』近，還是因為他那少年輕狂的身影一直沉澱在記憶裏。」
楊國榮在〈我離開的時候：給杏兒〉寫給妻子的話：「記著，死後是有生命的。我會在死後一個很不錯的世界裏，一天到晚看著你。你要好好的活著，我會看得很有趣味的。」

## 作品
楊氏著有《青紅皂白：從社會倫理到倫理社會》 和《顯魅與和樂：對生命意義的逆流探索》等書，編作有《陳特文集》等。他曾領導編寫香港教育統籌局中四至中五「綜合人文學科」中「個人發展課程單元」教材套。

### 著作
- 楊國榮（2016）。《顯魅與和樂：對生命意義的逆流探索（修訂本）》。香港：三聯書店。ISBN 9789620438424 。
- 楊國榮（2010）。《顯魅與和樂：對生命意義的逆流探索》。香港：三聯書店。
- 楊國榮、溫帶維（2007）。《通識中國哲學》。香港：中華書局。ISBN 9789888181551 。
- 楊國榮（2006）。《青紅皂白：從社會倫理到倫理社會》。香港：三聯書店。ISBN 9789620427657 。
- 方子華、陳浩文、盧傑雄、陳晧崴、楊國榮、余錦波（2005）。《批判思考》。新加坡：McGraw-Hil。ISBN 9780071239806 。
- 楊國榮（2004）。《迷城有悟》。香港：自印本。
- Yeung, Kwok Wing Anthony (1998). "Kohlberg and Ethical Universalism". Ph.D. Thesis, Vancouver, Canada: The University of British Columbia.
- Yeung, Kwok-Wing Anthony (1992). "A Comparison of the Moral Theories of Kant and Sartre". M.Phil. Thesis. Hong Kong: The Chinese University of Hong Kong.

### 編纂
- 楊國榮、溫帶維（編）（2008）。《中國文明與自主之道》。香港：匯智出版。ISBN 9789628960217 。
- Li, Hon-Lam, and Yeung, Anthony,(Ed.)(2007). "New Essays in Applied Ethics: Animal Rights, Personhood and the Ethics of Killing". Basingstoke; New York: Palgrave McMillan. ISBN 9780230006508
- 楊國榮（編）（2005）。《猶見哲人身影：陳特文集(上)》。香港：基督教文藝。ISBN 9789622940475 。
- 楊國榮（編）（2005）。《從人道到天道：陳特文集(下)》。香港：基督教文藝。ISBN 9789622940482 。
- 陳特、楊國榮（編）（2005）。《進一步海濶天空：大學生的世界》。香港：香港中文大學崇基學院。ISBN 962821618X 。
- 郭少棠、楊國榮（編）（1990）。《卓越的追求：大學教育的理論與實踐》。

### 學術文章
- Yeung, Anthony, and Hoyan, Carole Hang Fung (2011). "The Soft Power in the Confucian 'Kingly Way'." In "The Renaissance of Confucianism in Contemporary China", edited by Fan, Ruiping, 109-135. Dordrecht Heidelberg London New York: Springer.
- Yeung, Anthony (2007). "Abortion and the Potential Person Argument." In New Essays in Applied Ethics: Animal Rights, Personhood and the Ethics of Killing, edited by Li, Hon-Lam Li and Yeung, Anthony, 132-152. Basingstoke; New York: Palgrave McMillan.

## 軼事
因姓名相同，同有博士學位，並同於香港理工大學工作，或同從事哲學教育，常有人將本文的楊國榮博士與以下的人士混淆：
- 曾任香港理工大學前副校長(學術發展)的楊國榮博士，他1978年獲Queen's University of Belfast頒發之博士學位；他活躍於紡織及製衣界，曾任香港紡織及服裝學會會長。
- 華東師範大學哲學系的楊國榮博士，他於1957年10月生於上海，1988年獲哲學博士學位，任教於華東師範大學哲學系。

## 外部連結
- 愚公沙龍 （页面存档备份，存于）
- 永遠懷念恩師楊國榮 （页面存档备份，存于）
- 楊國榮：〈論色情物品的道德與查禁問題〉 （页面存档备份，存于）
- 楊國榮：日用倫常 — 儒學的現世關懷